# Zweite Zwischenzeit

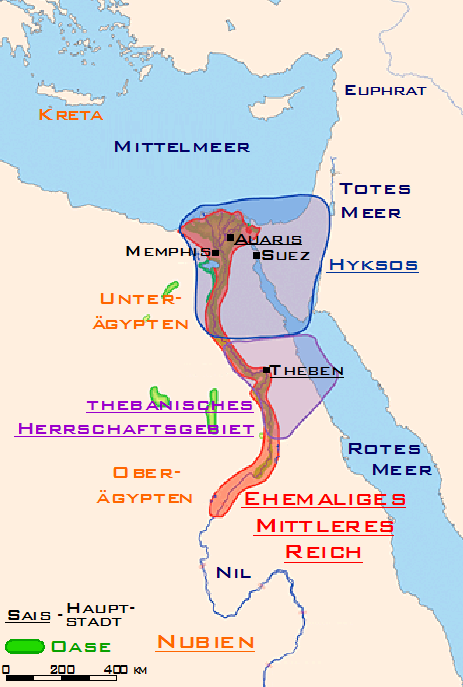
Ausdehnung des ägyptischen Reiches

Die Zweite Zwischenzeit kennzeichnet im Alten Ägypten den Übergang vom Mittleren zum Neuen Reich. Sie reichte von der 13. bis zum Ende der 17. Dynastie. Die angegebenen Zeiten schwanken etwas, aber im Allgemeinen gehen die Ägyptologen von ca. 1648–1550 v. Chr. aus.

## 13. Dynastie
Die 13. Dynastie wird von einigen Forschern noch zum Mittleren Reich gezählt, während andere sie der Zweiten Zwischenzeit zuordnen. Politisch beginnt mit der 13. Dynastie tatsächlich eine neue Periode, in der viele kurz regierende Herrscher aufeinander folgten, wobei aber das Land vermutlich weiterhin politisch geeint blieb. Kulturell gehört diese Periode noch eindeutig zum Mittleren Reich.
Manetho ordnet der 13. Dynastie mehr als 50 Könige zu, deren Zentrum nach wie vor Itj-taui, das heutige el-Lischt, war. Ihr Einfluss reichte bis nach Oberägypten. In welcher Reihenfolge die Herrscher regiert haben, ist für den Beginn der Periode durch den Turiner Königspapyrus gut bekannt, auch wenn es im Detail viele offene Fragen gibt. Nach dem Eintrag über König Merkaure Sobekhotep ist der Papyrus jedoch schlecht erhalten. Die Reihung der darauffolgenden Herrscher ist daher unklar.
Das Grab des Hor I., dessen Regierungszeit noch unbekannt ist, wurde in Dahschur in der Nähe der Pyramide des Amenemhet III. gefunden.
Chendjer, der wohl gegen 1753–1747 v. Chr. regiert hat, ist einer der noch am besten belegten Könige. Die von ihm erbaute Pyramide in Sakkara ist die einzige bekannte Pyramide dieser Dynastie, die vollendet wurde. Unter Neferhotep I. und Sobekhotep IV. erlebte das Land sogar eine kleine Spätblüte. Diese Herrscher regierten zusammen ca. 20 Jahre und sind gut belegt. Kurz nach Aja I. scheint die Einheit des Landes aber zerfallen zu sein.
Besonders die Könige, die zum Ende der 13. Dynastie geherrscht haben sollen, sind sehr umstritten. Der letzte König könnte Neferhotep III. gewesen sein. Zu seiner Zeit gibt es auch die ersten Hinweise auf vermehrte kriegerische Aktivitäten.

## 14. Dynastie
Von dieser sehr nebulösen Dynastie, zu der wohl einige Kleinkönigreiche im östlichen Nildelta gehörten, ist fast gar nichts bekannt. Nach Manetho hatte sie ihren Sitz in Xois. Sie entstand parallel zur 13. Dynastie, wahrscheinlich durch Loslösung von der schwachen Zentralregierung in Itj-taui. Durch ihre Lage im Nildelta kamen sie möglicherweise als erste mit den Hyksos in Berührung.
Nur die Könige Nehesy und Merdjefare sind durch Bautätigkeit belegt. Siehe auch Liste der Könige der 14. Dynastie.

## 15. Dynastie
Die Große Hyksos-Dynastie im Nildelta wird begründet durch den König Salitis (eventuell auch Schalik oder Scharek), der die Hauptstadt Auaris (Avaris) gründete.
Es herrscht gerade bei dieser Dynastie noch große Uneinigkeit bei den Ägyptologen über die Zuordnung der einzelnen Könige, da diese kaum durch Hieroglyphen nachgewiesen sind. Der bestbelegte König ist Apopi I. Er regierte wohl von 1590 bis 1549 v. Chr.

## 16. Dynastie
Zeitlich bestimmt von ca. 1649 bis 1582 v. Chr. Die 16. Dynastie läuft zeitlich parallel zur 15. Dynastie. Diese Definition beruft sich weitestgehend auf Africanus, der sich wiederum nach Manetho richtete. In ihr werden Kleinkönige zusammengefasst, die den Hyksos tributpflichtig waren, jedoch eine gewisse Eigenständigkeit behielten. Daher wird auch von der Kleinen Hyksos-Dynastie gesprochen.
Bedingt durch die Länge des Nils gab es viele teilautonome Herrschaftsbereiche. Große Teile der 13. Dynastie in Itj-taui, der 14. Dynastie im Delta, der 16. Dynastie in (nach bisheriger Sicht) Memphis und der 17. Dynastie in Theben verliefen zeitlich teilweise parallel zur Hyksosherrschaft.
In den letzten Jahren hat Kim Ryholt die 16. Dynastie neu definiert. Er beruft sich auf Eusebius, der nach Manetho die 16. Dynastie als thebanisch bezeichnet. Er sieht in dieser Dynastie die Herrscher, die am Ende der Kolumne 10 und in Kolumne 11 (bis Zeile 15) des Turiner Königspapyrus erscheinen. Die meisten der dort erscheinenden Herrscher sind bisher der 13. oder 17. Dynastie zugeordnet worden.

## 17. Dynastie
Zeitlich terminiert von ca. 1580 bis 1550 v. Chr. Die Hyksos drangen zwar bis Theben vor, es war ihnen aber nicht möglich, so weit südlich gelegene Gebiete dauerhaft zu kontrollieren. So waren zunächst die ersten Herrscher der oberägyptischen 17. Dynastie den Hyksos noch tributpflichtig. Durch die große Entfernung zu Auaris im östlichen Nildelta erstarkte aber das Südreich erneut, und zum Ende der 17. Dynastie war es wiederum ein thebanisches Fürstengeschlecht, das die Fremdherrscher aus dem Land vertrieb und das Neue Reich gründete.
Es kann sein, dass einige der Könige der 14. Dynastie nur in Theben geherrscht haben, die dann der 17. Dynastie zugerechnet werden müssten. Die Reihenfolge der Könige ist nicht nur in der ersten Hälfte der Dynastie sehr unsicher. Die Wiederauffindung des Grabes des Nub-cheper-Re Anjotef durch das Deutsche Archäologische Institut im Jahr 2000, stets als Anjotef V. an den Beginn der Dynastie gesetzt, erforderte eine völlige Neuordnung der Chronologie. Daniel Polz datiert diesen König nunmehr an das Ende der 17. Dynastie in die Nähe des Senachtenre.
Gerade zum Ende der 17. Dynastie unter Herrschaft der Ahmosiden hin nahm der ägyptische Widerstand gegen die Hyksos immer mehr Gestalt an. Dies veranlasste den Hyksoskönig Apophis dazu, eine Allianz mit dem Königreich von Kerma (Nubien) in Betracht zu ziehen. Doch das Bündnis scheiterte an den Wüstenposten der Ägypter, die jeden Boten in Richtung Nubien abfingen und so einen Zweifrontenkrieg verhinderten.

## Der Einfall der Hyksos
Der asiatische Söldnerführer Schalik (bei Manetho Salitis), der vielleicht bereits vorher Herr eines Fürstentums im östlichen Delta war, besetzt um 1648 v. Chr. die Residenz der 13. Dynastie bei Itj-taui und lässt sich zum König von Ägypten krönen (Thronname vielleicht Secha´enre). Die Ägypter bezeichnen ihn als Heka-chasut (Herrscher fremder Länder, griech. Hyksos), ein Titel, den sich diese Könige bisweilen auch selbst zulegen.
Hyksos ist also ein Herrschertitel, und nicht – wie ihn die griechische Überlieferung verstand – eine Volksbezeichnung. Die Herrscher der 15. Dynastie scheinen, ebenso wie die Masse ihrer Gefolgsleute, Kanaanäer (Amoriter) aus Palästina gewesen zu sein; ihre Namen lassen sich sämtlich semitisch erklären.
Obgleich nicht auszuschließen ist, dass sich unter ihren Kriegern auch Hurriter befanden, die aus Nordsyrien bereits vereinzelt nach Süden vorgedrungen sein mögen, ist wohl die Meinung abzulehnen, bei der Machtübernahme der Hyksos habe es sich um die Eroberung durch eine im Wesentlichen hurritische Völkerwanderung gehandelt. Sie ist eher das Ergebnis einer bereits seit zwei Jahrhunderten andauernden kanaanäischen Infiltration, die namentlich im Ostdelta zu massenhafter Ansiedlung führte. Archäologische Zeugnisse für die Hurriter in Palästina lassen sich erst für die Mitte des 16. Jahrhunderts v. Chr. nachweisen.
Ebenso fraglich ist die Ansicht, die Hyksos hätten sich Ägyptens mit Hilfe einer bis dahin unbekannten Waffe, des von Pferden gezogenen zweirädrigen Kriegswagens, bemächtigt. Die Kenntnis des in Innerasien beheimateten Pferdes und des zweirädrigen Wagens mit Speichenrädern verbreitete sich in dieser Zeit allmählich über den gesamten vorderen Orient. Die Datierung eines Pferdeskeletts aus der zwischen 1700 und 1650 v. Chr. zerstörten nubischen Festung Buhen ist noch umstritten; es würde allenfalls beweisen, dass Pferde schon vor der Hyksoszeit vereinzelt durch Handel ins Nildelta gelangten. Am wahrscheinlichsten sind Pferd und Wagen erst im Verlauf der Hyksosherrschaft in Ägypten eingeführt worden.